# Ring 3 (Belgien)

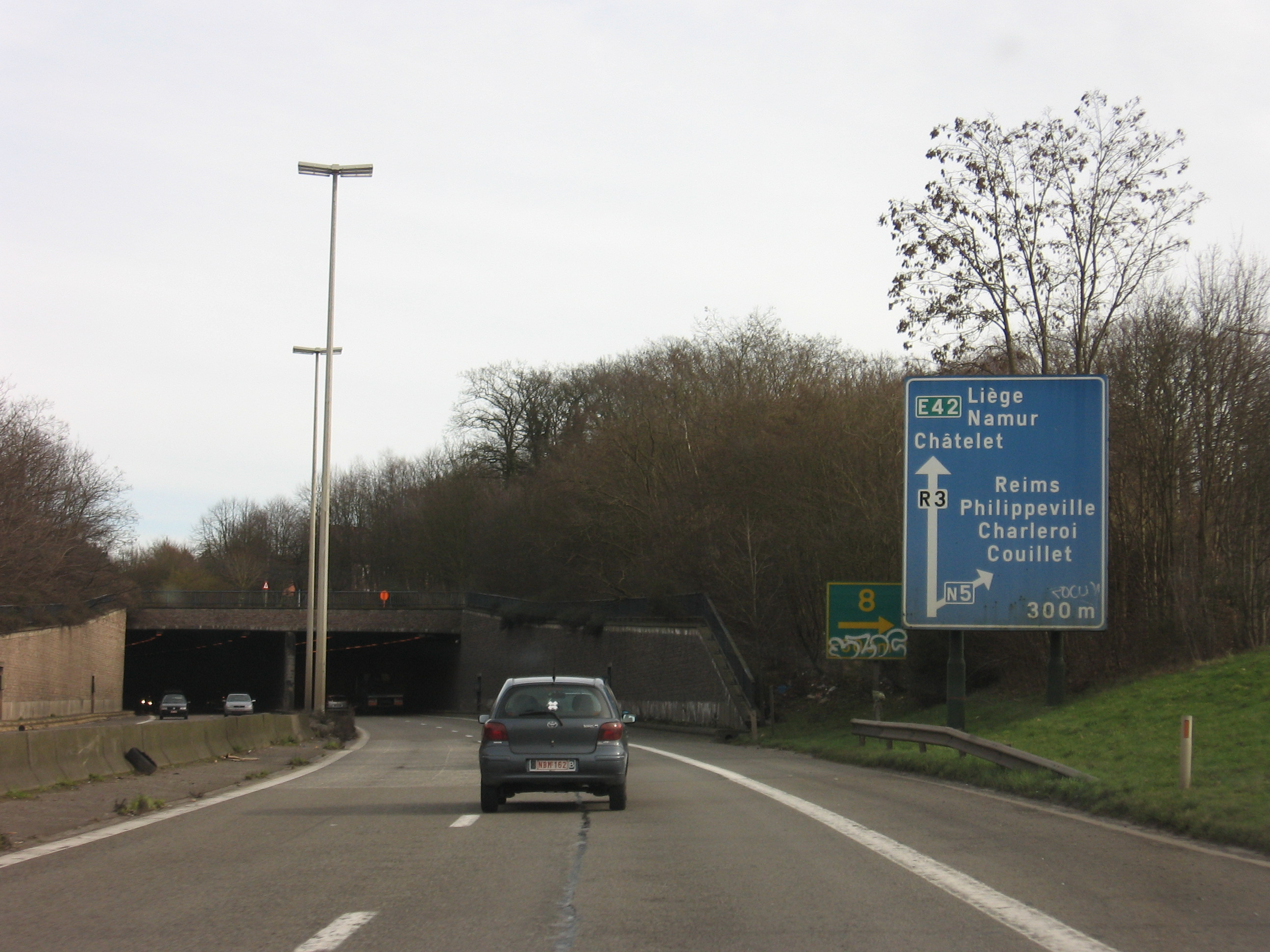
R3 an Abfahrt Nr. 8

Der belgische Ring 3 ist eine belgische Autobahn, die als Stadtautobahn um den Süden von Charleroi führt. Sie beginnt in Gouy-lez-Piéton und endet in Heppignies. Im Norden der Stadt wird der Autobahnring durch die Ost-West-Verbindung A15/E42 gebildet, die R3 liegt wie ein Hufeisen um die Stadt. Innerhalb liegt der kleine Stadtring R9.